# Lacuri glaciare
Lacuri glaciare este un film românesc din 1962 regizat de Ion Bostan.